# العلاقات السريلانكية السويسرية
العلاقات السريلانكية السويسرية هي العلاقات الثنائية التي تجمع بين سريلانكا وسويسرا.

## مقارنة بين البلدين
هذه مقارنة عامة ومرجعية للدولتين:
| وجه المقارنة                                              | سريلانكا                         | سويسرا                                                                                      |
| --------------------------------------------------------- | -------------------------------- | ------------------------------------------------------------------------------------------- |
| المساحة (كم2)                                             | 65.61 ألف                        | 41.28 ألف                                                                                   |
| عدد السكان (نسمة)                                         | 21.44 مليون                      | 8.21 مليون                                                                                  |
| الكثافة السكانية (ن./كم²)                                 | 326.78                           | 198.89                                                                                      |
| العاصمة                                                   | سري جاياواردنابورا كوتي، كولمبو  | برن                                                                                         |
| اللغة الرسمية                                             | اللغة السنهالية، اللغة التاميلية | اللغة الألمانية، اللغة الإيطالية، لغة فرنسية، اللغة الرومانشية، الألمانية السويسرية الموحدة |
| العملة                                                    | روبية سريلانكي                   | فرنك سويسري                                                                                 |
| الناتج المحلي الإجمالي (بليون دولار)                      | 87.17 مليار                      | 678.89 مليار                                                                                |
| الناتج المحلي الإجمالي (تعادل القوة الشرائية) بليون دولار | 246.62 مليار                     | 518.07 مليار                                                                                |
| الناتج المحلي الإجمالي الاسمي للفرد دولار أمريكي          | 3.93 ألف                         | 80.94 ألف                                                                                   |
| الناتج المحلي الإجمالي للفرد دولار أمريكي                 | 11.11 ألف                        | 59.54 ألف                                                                                   |
| مؤشر التنمية البشرية                                      | 0.757                            | 0.930                                                                                       |
| رمز المكالمات الدولي                                      | +94                              | +41                                                                                         |
| رمز الإنترنت                                              | .lk،                             | .ch، .swiss ‏                                                                                |
| المنطقة الزمنية                                           | ت ع م+05:30                      | توقيت وسط أوروبا، ت ع م+01:00، ت ع م+02:00، أوروبا/زيورخ ‏                                   |

## منظمات دولية مشتركة
يشترك البلدان في عضوية مجموعة من المنظمات الدولية، منها:
| علم المنظمة | اسم المنظمة                               | تاريخ انضمام سريلانكا | تاريخ انضمام سويسرا |
| ----------- | ----------------------------------------- | --------------------- | ------------------- |
|             | مؤسسة التمويل الدولية                     | 20 يوليو 1956         | 29 مايو 1992        |
|             | منظمة حظر الأسلحة الكيميائية              | ?                     | ?                   |
|             | يونسكو                                    | 14 نوفمبر 1949        | 28 يناير 1949       |
|             | الاتحاد الدولي للاتصالات                  | 1897                  | 1866                |
|             | الأمم المتحدة                             | 14 ديسمبر 1955        | 10 سبتمبر 2002      |
|             | منظمة الشرطة الجنائية الدولية             | ?                     | ?                   |
|             | البنك الدولي للإنشاء والتعمير             | 29 أغسطس 1950         | 29 مايو 1992        |
|             | الاتحاد البريدي العالمي                   | ?                     | ?                   |
|             | مؤسسة التنمية الدولية                     | 27 يونيو 1961         | 29 مايو 1992        |
|             | منظمة التجارة العالمية                    | ?                     | ?                   |
|             | بنك التنمية الآسيوي                       | 1966                  | 1967                |
|             | المركز الدولي لتسوية المنازعات الاستشارية | 11 نوفمبر 1967        | 14 يونيو 1968       |
|             | وكالة ضمان الاستثمار متعدد الأطراف        | 27 مايو 1988          | 12 أبريل 1988       |

## أعلام
هذه قائمة لبعض الشخصيات التي تربطها علاقات بالبلدين:
- جيسيكا كيليان (8 ديسمبر 1981 – )

## وصلات خارجية
- موقع وزارة الخارجية السريلانكية
- موقع وزارة الخارجية السويسرية